# Örsjöberget
Örsjöberget är ett naturreservat öster om berget med detta namn i Malung-Sälens kommun i Dalarnas län.
Området är naturskyddat sedan 2002 och är 21 hektar stort. Reservatet består av barrblandskog, tallnaturskog på hällmarksgrund och mindre delar sumpmark.